# Srebrny Ogródek

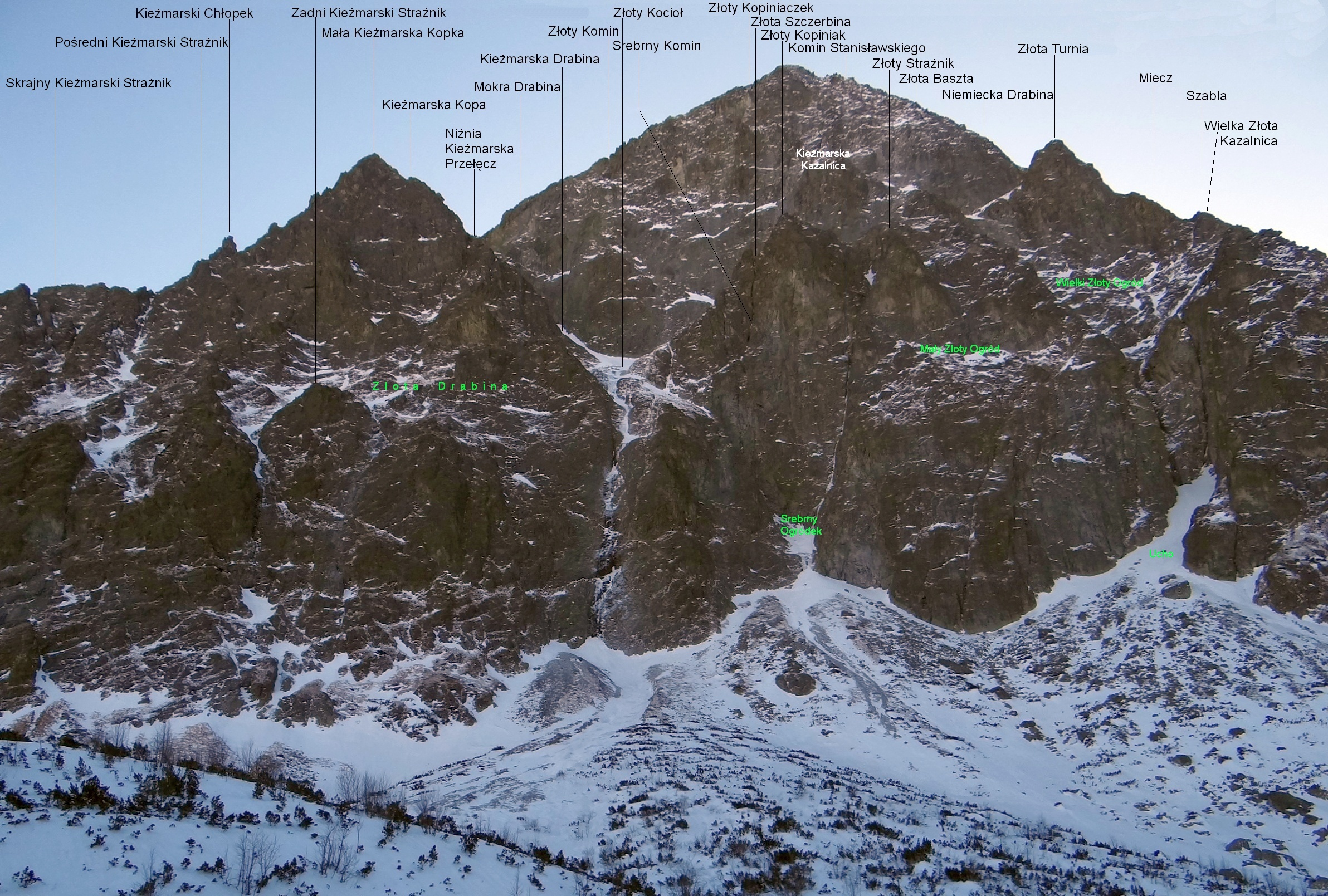
Widok z Doliny Zielonej Kieżmarskiej

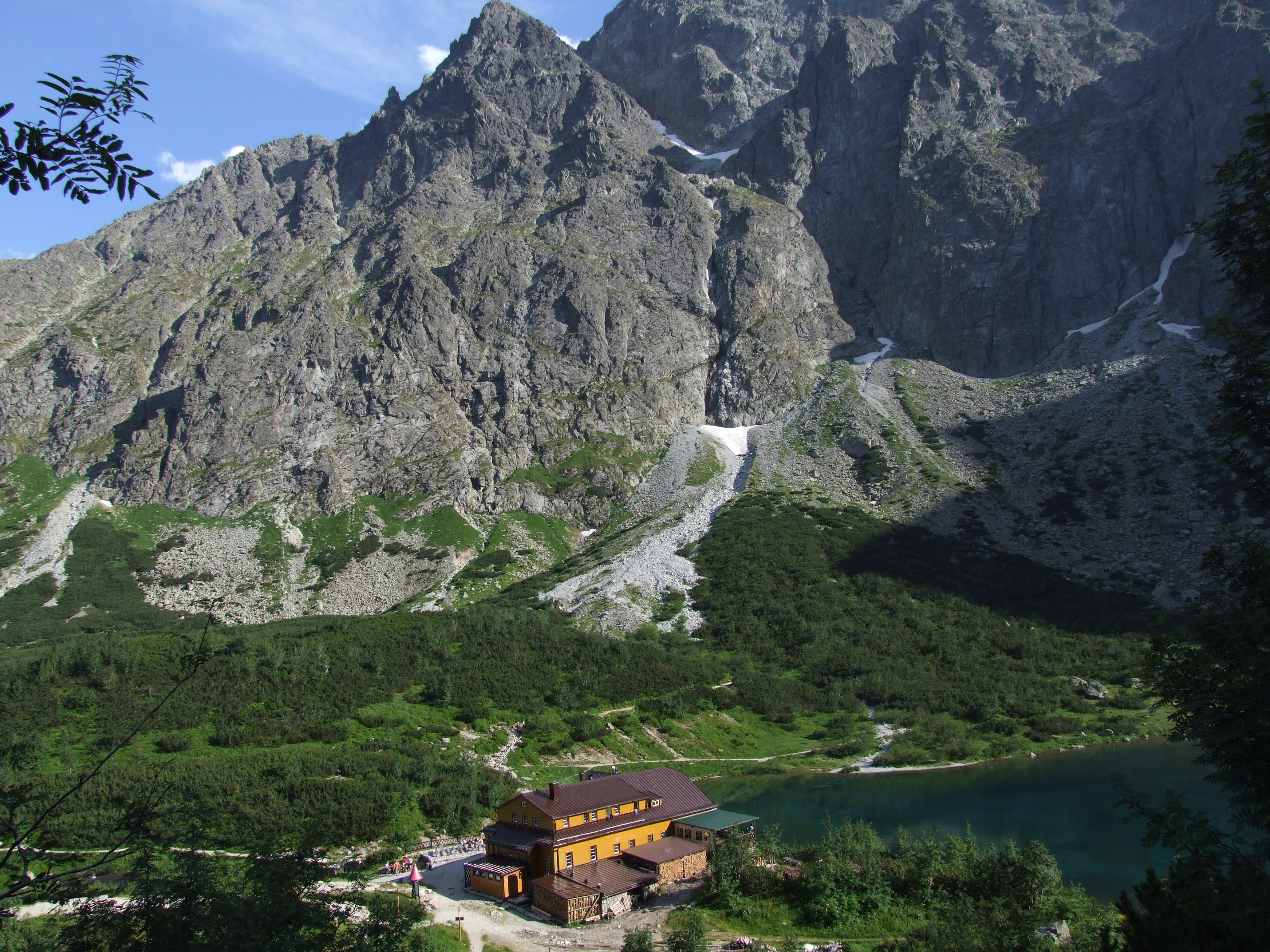
Piargi Srebrnego Ogródka i Ucha nad Zielonym Stawem

Srebrny Ogródek (słow. Strieborná záhrada, niem. Silberner Garten, węg. Ezüst-kert) – niewielki kocioł w Zielonej Dolinie Kieżmarskiej w słowackich Tatrach Wysokich. Znajduje się w głęboko wciętej zatoce u podnóży masywu Małego Kieżmarskiego Szczytu. Jego obramowanie tworzą ściany Złotego Kopiniaczka, Złotego Kopiniaka i Złotego Strażnika. W ściany te wcina się Srebrny Komin i Komin Stanisławskiego. Zsypujące się z nich skały utworzyły w kotle spory piarg łączący się z piargiem Ucha.
Północna ściana Małego Kieżmarskiego Szczytu jest popularnym celem wspinaczkowym taterników, którzy licznym jej formacjom nadali nazwy. „Złote” i „srebrne" nazewnictwo w tym rejonie związane jest z poszukiwaniem złota. Znana z poszukiwań kruszcu w XVIII wieku była m.in. pochodząca z Kieżmarku rodzina szewców Fabri (Fabry). Złota nie znaleźli, ale odkryli rudę miedzi, którą następnie wydobywali. Dodatkową korzyścią było doskonałe poznanie ścian Małego Kieżmarskiego Szczytu, dzięki czemu byli zatrudniani w tym rejonie jako przewodnicy.
W gwarze podhalańskiej używane przez pasterzy i myśliwych słowo ogród oznaczało położony wysoko w skałach niewielki kociołek o piarzystym dnie i podciętej ścianie, taras lub piętro doliny. W Tatrach jest wiele nazw ze słowem ogród, ogródek, nie wszystkie jednak są ludowego pochodzenia; część z nich utworzona została przez kartografów, turystów lub taterników.

## Drogi wspinaczkowe
Ze Srebrnego Ogródka wychodzi 9 dróg wspinaczkowych:
- Do Złotego Kotła; V w skali tatrzańskiej, czas przejścia 4 h, pierwsze przejście K. Bocek, R. Prikazky, K. Zlahodova. Uwaga: kruszyzna
- Kominem Stanisławskiego do Niemieckiej Drabiny; V+, 6 h, B. Chwaściński, W. Ostrowski, W. Stanisławski, 1932
- Direttissima do Niemieckiej Drabiny; VI, A3, 18 h, J. Durana, K. Hauschke, P. Pochyly, J. Unger-Zrust, 1963
- Droga Dorawskiego do Złotego Kotła; IV, 2 h, J. K. Dorawski, A. Szczepanski, J. Szczepanski, 1929
- Droga Dolezala-Puskasa (do Niemieckiej Drabiny); V, 5 h. Pierwsze przejście: J. Dolezal, A. Puskas, 1954
- Droga Velica do Złotego Kotła; V+, 10 h, I. Sukenikova, J. Adamek, E. Velic, 1985
- Diretissima Złotej Baszty; V+, A3, 25 h,  P. Bednarik, J. Krch, J. Rakoncaj, 1975
- Wariant kominem (do Niemieckiej Drabiny); VI
- Kamasutra (do Niemieckiej Drabiny); VI, A4, 20 h, P. Jackovic, J. Skokan, 2002